# Declaración de Bamako
La Declaración de Bamako (en francés: Déclaration de Bamako) es un tratado internacional firmado en Bamako, Malí, por los ministros y jefes de delegación de los países miembros de la Organización Internacional de la Francofonía el 3 de noviembre de 2000 con ocasión de un Encuentro internacional sobre las prácticas de la democracia, los derechos y libertades en el espacio de países francófonos.
El acuerdo se sostiene sobre la base de la propia carta fundacional de la organización y la Declaración universal de los derechos humanos a los que apela, previene el interés de los signatarios por favorecer los procesos democráticos acompañados de un justo reparto de los recursos nacionales y desarrollo de los pueblos y trata de favorecer las relaciones internacionales y la defensa de la democracia.
Proclama la unidad de la organización y sus países con la democracia y el estado de derecho, valores que considera inseparables de la propia organización. Para el cuidado de los principios que la amparan, la organización resolvió:
1. Condenar los golpes de Estado como forma de acceso al gobierno (Declaración 3.5) así como cualquier acción ilegal de toma del poder.
2. Defender el modelo de un estado seguro jurídicamente y donde impere la ley (Declaración 4.A.1).
3. Abogar por el funcionamiento parlamentario y la independencia del poder judicial (Declaración 4.A.2 y 3).
4. Considerar necesario el establecimiento de procesos electorales libres con concurrencia de varios partidos políticos (Declaraciones 4.B y C).
5. Defender la libertad de prensa (Declaración 4.C.18).
6. Fomentar la promoción de una cultura democrática y tolerante (Declaración 4.D).
7. Declarar que los Estados están obligados a la defensa de las minorías étnicas, culturales o políticas y los derechos de los inmigrantes (Declaración 4.D.24 y 25).

El acuerdo fue ratificado por todos los estados integrantes, aunque Vietnam y Laos objetaron e hicieron reserva de la aplicación del principio del multipartidismo como elemento necesariamente asociado a la democracia.